# Primer ministre de Ruanda
Aquest article enumera els Primers Ministres de Ruanda des de la creació del càrrec el 1961 (durant la Revolució ruandesa) fins als nostres dies. Hi ha hagut un total d'onze persones en el càrrec. L'actual Primer Ministre és Édouard Ngirente, que va prendre possessió del càrrec el 30 d'agost de 2017.

## Clau
Partits polítics
- Moviment per l'Emancipació Hutu (Parmehutu)
- Moviment Republicà Nacional per la Democràcia i el Desenvolupament (MRND)
- Moviment Democràtic Republicà (MDR)
- Front Patriòtic Ruandès (RPF)
- Partit Socialdemòcrata (PSD)

Altres faccions
- Independent

## Llista
| №                                                          | Primer Ministre (naixement–mort)  | retrat | mandat               | mandat                           | Filiació ètnica | Filiació política | Filiació política | President(s)           |
| №                                                          | Primer Ministre (naixement–mort)  | retrat | Pren possessió       | Deixa el càrrec                  | Filiació ètnica | Filiació política | Filiació política | President(s)           |
| ---------------------------------------------------------- | --------------------------------- | ------ | -------------------- | -------------------------------- | --------------- | ----------------- | ----------------- | ---------------------- |
| República de Ruanda (part de Ruanda-Urundi)                |                                   |        |                      |                                  |                 |                   |                   |                        |
| 1                                                          | Grégoire Kayibanda (1924–1976)    |        | 28 de gener de 1961  | 1 de juliol de 1962              | Hutu            |                   | Parmehutu         | Mbonyumutwa ell mateix |
| República de Ruanda (estat independent)                    |                                   |        |                      |                                  |                 |                   |                   |                        |
| Càrrec abolit (1 de juliol de 1962 – 12 d'octubre de 1991) |                                   |        |                      |                                  |                 |                   |                   |                        |
| 2                                                          | Sylvestre Nsanzimana (1936–)      |        | 12 d'octubre de 1991 | 2 d'abril de 1992                | Hutu            |                   | MRND              | Habyarimana            |
| 3                                                          | Dismas Nsengiyaremye (1945–)      |        | 2 d'abril de 1992    | 18 de juliol de 1993             | Hutu            |                   | MDR               | Habyarimana            |
| 4                                                          | Agathe Uwilingiyimana (1953–1994) |        | 18 de juliol de 1993 | 7 d'abril de 1994 (assassinada.) | Hutu            |                   | MDR               | Habyarimana            |
| 5                                                          | Jean Kambanda (1955–)             |        | 9 d'abril de 1994    | 19 de juliol de 1994 (depost.)   | Hutu            |                   | MDR               | Sindikubwabo           |
| 6                                                          | Faustin Twagiramungu (1945–2023)  |        | 19 de juliol de 1994 | 31 d'agost de 1995               | Hutu            |                   | MDR               | Bizimungu              |
| 7                                                          | Pierre-Célestin Rwigema (1953–)   |        | 31 d'agost de 1995   | 8 de març de 2000                | Hutu            |                   | MDR               | Bizimungu              |
| 8                                                          | Bernard Makuza (1961–)            |        | 8 de març de 2000    | 7 d'octubre de 2011              | Hutu            |                   | MDR / Independent | Bizimungu Kagame       |
| 9                                                          | Pierre-Damien Habumuremyi (1961–) |        | 7 d'octubre de 2011  | 24 de juliol de 2014             | Hutu            |                   | RPF               | Kagame                 |
| 10                                                         | Anastase Murekezi (1952–)         |        | 24 de juliol de 2014 | 30 d'agost de 2017               | Hutu            |                   | PSD               | Kagame                 |
| 11                                                         | Édouard Ngirente (1973–)          |        | 30 d'agost de 2017   | En el càrrec                     |                 |                   | PSD               | Kagame                 |